# Youth and Art
Youth and Art è un cortometraggio muto del 1914 diretto da Thomas Ricketts. Prodotto dall'American Film Manufacturing Company su un soggetto di Theodosia Harris, aveva come interpreti Edward Coxen, Winifred Greenwood, George Field, Ida Lewis, Charlotte Burton.

## Produzione
Il film fu prodotto dall'American Film Manufacturing Company.

## Distribuzione
Distribuito dalla Mutual, il film - un cortometraggio in una bobina - uscì nelle sale cinematografiche degli Stati Uniti il 15 luglio 1914.